# 高桑書店
株式会社高桑書店（たかくわしょてん、TAKAKUWA SHOTEN.）は、かつて存在した秋田県潟上市に本社を置いていた書店運営業者。

## 概要
男鹿市と本社所在地の潟上市（旧天王町）で単一店舗として書店を営んでいたが、1990年代に秋田市への進出を図るにあたって、カルチュア・コンビニエンス・クラブのフランチャイズに加盟。「蔦屋書店」として店舗網を拡大した。後に社名を冠した「高桑書店TSUTAYA」の店舗名に変更し、県南部の横手市・湯沢市にも進出した。
2018年6月30日、書店・TSUTAYA事業を会社分割によって、同業の株式会社WAP（本店：秋田市仁井田本町五丁目1番20号）に譲渡。2019年10月31日に秋田地方裁判所より特別清算開始命令を受け倒産した。

## 沿革
- 1981年（昭和56年）10月 - 男鹿市にて創業。
- 1988年（昭和63年）10月 - 現在の本社所在地に天王店を開業。
- 1991年（平成3年）7月 - 有限会社高桑書店として法人化。
- 1995年（平成7年）7月 - 株式会社に改組。蔦屋書店仁井田店（現：高桑書店TSUTAYA仁井田店）を開店。
- 2018年（平成30年）6月30日 - 書店・TSUTAYA事業を会社分割によって、同じくCCCのフランチャイジーである「株式会社WAP」に事業譲渡。
- 2019年（令和元年）10月31日 - 秋田地方裁判所より特別清算開始命令を受け倒産[4]。
- 2020年（令和2年）4月3日 - 清算結了に伴い、登記簿を閉鎖[4]。

## 展開していた店舗

### WAPに継承された店舗
- 高桑書店TSUTAYA仁井田店…WAP移行後、仁井田本町五丁目4番1号に移転。
- 高桑書店TSUTAYA広面店
- 高桑書店TSUTAYA中野店…WAP移行後の令和7年9月7日に閉鎖。
- 高桑書店TSUTAYA横手店…WAP移行後に閉鎖。
- 高桑書店TSUTAYA湯沢店…WAP移行後に閉鎖。

### 継承前に閉店された店舗
- 高桑書店船越店
- 高桑書店二田駅前店
- 高桑書店天王店
- 蔦屋書店土崎店
- 高桑書店大町店（秋田ニューシティ（旧・ダイエー秋田店内））
  - 書籍販売のみであった為、TSUTAYAのブランドネームは冠していなかった。
- 高桑書店TSUTAYA五城目店
  - ジャスコ五城目店（現在のイオンスーパーセンター五城目店）の別棟テナント。後に宮脇書店がテナント入りした。
- 高桑書店TSUTAYA川尻店